# Ubis
Els ubis (en llatí Ubii, en grec antic Οὔβιοι) eren un poble germànic que en temps de Juli Cèsar vivien a la riba oriental del Rin, a l'altre costat dels trèvers.
Juli Cèsar va construir un pont al país dels trèvers i va entrar al dels ubis, que, al viure al costat del riu, eren més civilitzats que altres pobles, ja que rebien sovint comerciants i coneixien els costums dels gals. Al nord tenien per veïns als sicambres.
En temps de Cèsar els sueus pressionaven el territori dels ubis, que van demanar ajut a Roma. Van donar ostatges a Juli Cèsar i li van oferir gran nombre de barques per travessar el riu, cosa que fa pensar que acostumaven a navegar pel Rin.
En temps d'August, diu Estrabó, els ubis van travessar el riu cap a la part occidental i Marc Vipsani Agripa els va donar terres a la Colonia Agrippina, per tal que aturessin els atacs dels seus veïns el cats. Als ubis se'ls va anomenar «agripinesos» per la seva relació clientelar amb Agripa, i eren odiats pels altres pobles germànics que els consideraven traïdors al seu país per haver adoptat un nou nom.
Al traslladar-se a l'oest limitaven al nord amb els gugerns i al sud amb els trèvers.